# Massimo Mautino
Massimo Secondo Mautino (Agliè, 6 febbraio 1816 – Agliè, 18 aprile 1873) è stato un politico italiano.

## Biografia
Venne eletto deputato del Regno di Sardegna per tre legislature, nonché deputato del Regno d'Italia per una.
Era il nonno materno di Guido Gozzano.